# Mont Tongariro
Pour les articles homonymes, voir Tongariro.
Le mont Tongariro, en anglais Mount Tongariro, en maori Tongariro, est un volcan actif de Nouvelle-Zélande situé sur l'île du Nord, dans le parc national de Tongariro et au cœur du massif du Tongariro.

## Géographie

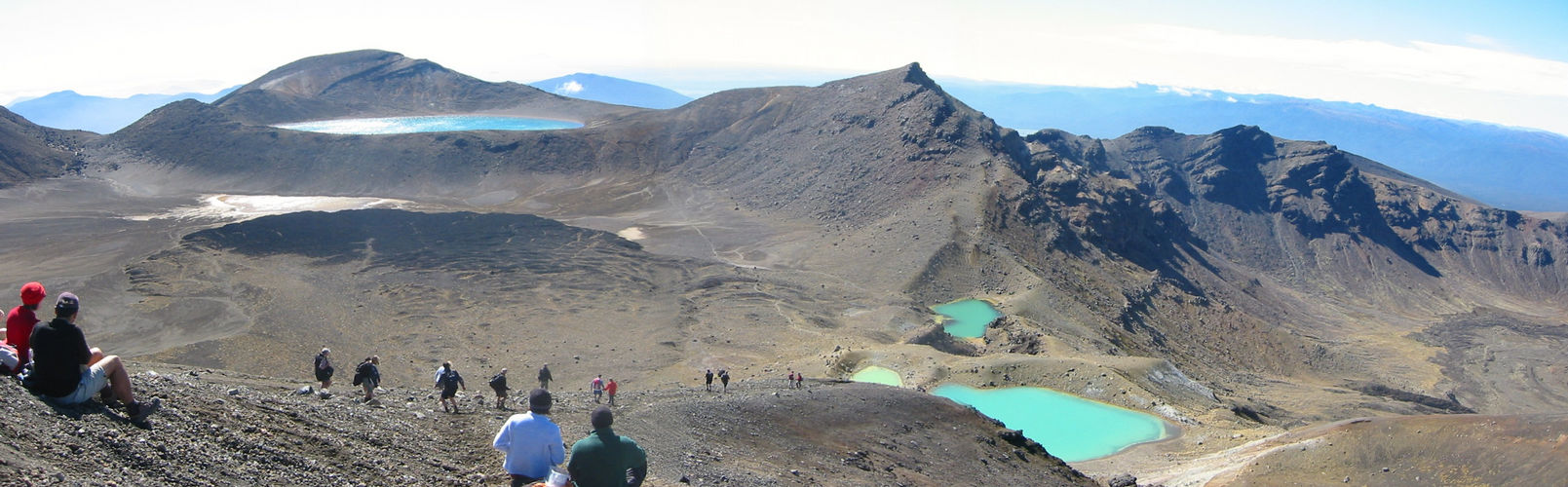
Vue du sommet du mont Tongariro vers l'est : les Emerald Lakes à droite avec le Central Crater et le Blue Lake à gauche.

Situé dans le centre de l'île du Nord de la Nouvelle-Zélande et au nord-est du mont Ruapehu, le mont Tongariro est un volcan andésitique complexe formé d'une douzaine de cônes et de plusieurs cratères imbriqués, le South Crater, le Red Crater, le North Crater et le Central Crater, qui abritent plusieurs lacs comme les Emerald Lakes et le Blue Lake et des champs de fumerolles comme Soda Spings. Culminant à 1 967 mètres d'altitude, le sommet surplombe le South Crater ouvert vers le sud et faisant face au mont Ngauruhoe, le cône volcanique le plus élevé du massif du Tongariro.

## Histoire
La première éruption du mont Tongariro remonte à 275 000 ans lorsque les différents cônes se mettent en place. Aux alentours d'il y a 10 000 ans, de grandes éruptions s'étalant sur des centaines d'années se produisent. Les éruptions historiques sont celles de 1855, du 21 avril 1859, de 1885 à 1887, mars 1890 et du 16 avril à juin 1926 sur le Red Crater ainsi qu'en 1869, le 30 novembre 1892 et en novembre 1896 sur le Te Mari Crater.
Le volcan connait ainsi une période de repos de près d'un siècle lorsque à la fin juillet 2012, une activité sismique est détectée sous le sommet. De nouveaux sismographes sont alors installés sur ses flancs et son niveau d'alerte est réévalué. Le 6 août 2012 à 23 h 50, une brève éruption phréatique de moins de deux minutes se produit depuis le Te Mari Crater endormi depuis 1896,. Les explosions entraînent des retombées de blocs incandescents sur les flancs de la montagne et un panache volcanique où se produisent des éclairs s'élève jusqu'à sept kilomètres de hauteur, obligeant les autorités à réévaluer de nouveau le niveau d'alerte. Des pluies de cendres se produisent en direction de l'est, entraînant des évacuations spontanées d'habitants, la fermeture d'une route et de l'aéroport de Hawke's Bay ainsi que des perturbations de certains vols dans quatre autres aéroports. Le lendemain, les mauvaises conditions météorologiques ne permettent pas une bonne observation du volcan mais des panaches de vapeur d'eau sont rapportés et des alpinistes constatent l'existence de trois nouvelles bouches éruptives.